# Siège de Fort Meigs
Guerre anglo-américaine de 1812
Le siège de Fort Meigs est un épisode de la guerre anglo-américaine de 1812, qui eut lieu du 28 avril au 9 mai 1813 dans le nord-ouest de l'Ohio. Une petite armée britannique soutenue par des Amérindiens a tenté de capturer le fort récemment construit afin de prévenir une offensive américaine contre Détroit, que les Britanniques avaient capturé l'année précédente. Une sortie des Américains et une tentative de secours ont échoué avec de lourdes pertes, mais les Britanniques n'ont pas réussi à s'emparer du fort et ont été contraints de lever le siège.